# Bathophilus filifer
Bathophilus filifer är en fiskart som först beskrevs av Garman, 1899.  Bathophilus filifer ingår i släktet Bathophilus och familjen Stomiidae. Inga underarter finns listade.